# لی ونل
لی ونل (انگلیسی: Leigh Whannell؛ زاده ۱۷ ژانویهٔ ۱۹۷۷) یک هنرپیشه، نویسنده و کارگردان اهل استرالیا است. وی از سال ۱۹۹۶ میلادی تاکنون مشغول فعالیت می‌باشد.
از فیلم‌ها یا برنامه‌های تلویزیونی که وی در آن نقش داشته‌است می‌توان به ماتریکس: بارگذاری مجدد، اره، اره ۲، اره ۳، اره ۶، اره سه بعدی، مجازات مرگ، مجموعه فیلم توطئه آمیز، ارتقاء ومردنامرئی اشاره کرد.
اولین تجربه ی کارگردانی وی در سال ۲۰۱۵ در فیلم توطئه آمیز:قسمت۳ بود. وی سپس در سال ۲۰۱۸ فیلم ارتقاء را کارگردانی کرد که با واکنش مثبتی مواجه شد.
همچنین در فوریه ۲۰۲۰ فیلم جدید او مرد نامرئی (فیلم ۲۰۲۰) که بازسازی فیلمی به همین نام است بر پایه رمان مرد نامرئی اثر اچ.جی. ولز به روی پرده سینماها رفت که با واکنش مثبت منتقدین مواجه شد.

## بیوگرافی
ونل در خانواده‌ای متوسط بزرگ شد و از کودکی به داستان‌گویی و فیلم‌سازی علاقه داشت. او در مؤسسه سلطنتی فناوری ملبورن در رشته رسانه و سینما تحصیل کرد و در آنجا با جیمز وان، دوست و همکار آینده‌اش، آشنا شد. 
ونل حرفه خود را در اواخر دهه ۱۹۹۰ با حضور در برنامه‌های تلویزیونی استرالیایی مانند "نشت آبی آغاز کرد، اما شهرت اصلی او در سال ۲۰۰۴ با فیلم "اره" رقم خورد. او فیلمنامه این فیلم را نوشت و نقش آدام استنهایت را بازی کرد. "اره" که با بودجه اندک ۱.۲ میلیون دلار ساخته شد، بیش از ۱۰۰ میلیون دلار در گیشه فروش داشت و به یکی از موفق‌ترین فرنچایزهای وحشت تبدیل شد. ونل در سه فیلم اول این مجموعه به عنوان نویسنده حضور داشت و سپس در نقش‌های تهیه‌کننده و مشاور در قسمت‌های بعدی مشارکت کرد.

## فیلم شناسی
| نام                    | سمت                                          | کارگردان         | سال  | بودجه           | فروش گیشه         |
| ---------------------- | -------------------------------------------- | ---------------- | ---- | --------------- | ----------------- |
| ماتریکس: بارگذاری مجدد | بازیگر                                       | خواهران واچوفسکی | ۲۰۰۳ | ۱۵۰ میلیون دلار | ۷۴۲ میلیون دلار   |
| اره ۱                  | نویسنده و بازیگر                             | جیمز وان         | ۲۰۰۴ | ا میلیون دلار   | ۱۰۳ میلیون دلار   |
| اره ۲                  | نویسنده و تهیه‌کننده اجرایی                   | دارن لین بوسمن   | ۲۰۰۵ | ۴ میلیون دلار   | ۱۵۲ میلیون دلار   |
| اره ۳                  | نویسنده، تهیه‌کننده اجرایی و بازیگر           | دارن لین بوسمن   | ۲۰۰۶ | ۱۰ میلیون دلار  | ۱۶۴٫۸ میلیون دلار |
| اره ۴                  | تهیه‌کننده اجرایی                             | دارن لین بوسمن   | ۲۰۰۷ | ۱۰ میلیون دلار  | ۱۳۹ میلیون دلار   |
| سکوت مطلق              | نویسنده                                      | جیمز وان         | ۲۰۰۷ | ۲۰ میلیون دلار  | ۲۲ میلیون دلار    |
| مجازات مرگ             | بازیگر                                       | جیمز وان         | ۲۰۰۷ | ۲۰ میلیون دلار  | ۱۶ میلیون دلار    |
| اره ۵                  | تهیه‌کننده اجرایی                             | دیوید هکل        | ۲۰۰۸ | ۱۰ میلیون دلار  | ۱۱۳ میلیون دلار   |
| اره ۶                  | تهیه‌کننده اجرایی                             | کوین گرویترت     | ۲۰۰۹ | ۱۱ میلیون دلار  | ۶۸ میلیون دلار    |
| توطئه‌آمیز ۱            | نویسنده و بازیگر                             | جیمز وان         | ۲۰۱۰ | ۱٫۵ میلیون دلار | ۹۷ میلیون دلار    |
| اره سه‌بعدی             | تهیه‌کننده اجرایی                             | کوین گرویترت     | ۲۰۱۴ | ۱۷ میلیون دلار  | ۱۳۶ میلیون دلار   |
| توطئه‌آمیز: قسمت ۲      | نویسنده و بازیگر                             | جیمز وان         | ۲۰۱۳ | ۵ میلیون دلار   | ۱۶۲ میلیون دلار   |
| قاطر                   | نویسنده، تهیه‌کننده اجرایی و بازیگر           | آنگوس سمپسون     | ۲۰۱۴ | _               | _                 |
| توطئه‌آمیز: قسمت ۳      | نویسنده، بازیگر و کارگردان                   | لی ونل           | ۲۰۱۵ | ۱۰ میلیون دلار  | ۱۱۳ میلیون دلار   |
| مراقب باشید            | بازیگر                                       | شان کارتر        | ۲۰۱۷ | ۵ میلیون دلار   | ۹۴ هزار دلار      |
| جیگ‌ساو                 | تهیه‌کننده                                    | برادران اسپیریگ  | ۲۰۱۷ | ۱۰ میلیون دلار  | ۱۰۳ میلیون دلار   |
| توطئه‌آمیز: آخرین کلید  | نویسنده، تهیه‌کننده و بازیگر                  | آدام روبیتل      | ۲۰۱۸ | ۱۰ میلیون دلار  | ۱۶۷ میلیون دلار   |
| ارتقا                  | نویسنده، تهیه‌کننده اجرایی و کارگردان         | لی ونل           | ۲۰۱۸ | ۵ میلیون دلار   | ۱۶٫۵ میلیون دلار  |
| مرد نامرئی             | نویسنده، تهیه‌کننده اجرایی و کارگردان         | لی ونل           | ۲۰۲۰ | ۷ میلیون دلار   | ۱۳۰٫۵ میلیون دلار |
| مارپیچ                 | تهیه‌کننده اجرایی                             | دارن لین بوسمن   | ۲۰۲۱ | ۲۰ میلیون دلار  | ۴۰ میلیون دلار    |
| توطئه‌آمیز: در قرمز     | نویسنده داستان و تهیه‌کننده                   | پاتریک ویلسون    | ۲۰۲۳ | ۱۶ میلیون دلار  | ۱۸۹ میلیون دلار   |
| اره ۱۰                 | تهیه‌کننده اجرایی                             | کوین گرویترت     | ۲۰۲۳ | ۱۳ میلیون دلار  | ۱۱۲ میلیون دلار   |
| مرد گرگ‌نما             | نویسنده، بازیگر، تهیه‌کننده اجرایی و کارگردان | لی ونل           | ۲۰۲۵ | ۲۵ میلیون دلار  | ۳۴ میلیون دلار    |